# Cattedrale della Visitazione della Beata Vergine Maria (Pedena)
La chiesa della Visitazione della Beata Vergine Maria, già cattedrale di Pedena, (in croato: Katedrala Navijestenja Blažene Djevice Marije) è l'antica cattedrale cattolica della città di Pedena, in Croazia. La chiesa è stata cattedrale della diocesi di Pedena fino al 1788, anno in cui la diocesi è stata unita alla diocesi di Trieste.

## Storia
Dopo la distruzione del palazzo vescovile e della cattedrale nel 1653 in seguito ad una rivolta che interessò l'Istria, l'odierna cattedrale a tre navate venne costruita nel 1738 sul luogo della precedente. L'altare maggiore è ornato con un dipinto dell'Annunciazione di Valentin Metzinger. Il campanile a base di calcare bianco è stato costruito nel 1872, è uno dei più alti in Istria, raggiungendo i 48 m. Ai piedi del campanile si trova ancora la misura di pietra usata per misurare i tributi dei servi della gleba. La chiesa parrocchiale ha acquisito la sua forma esterna attuale dopo la ristrutturazione nel 1753, l'interno è stato ristrutturato in stile barocco da Aldrago Piccardi (1766-1784), ultimo vescovo di Pedena.
Il tesoro della cattedrale comprende un mantello episcopale ricamato in oro, dono dell'imperatrice Maria Teresa d'Austria, quindi calici del XV secolo e un ostensorio del XVI secolo. La chiesa conserva anche una reliquia di San Niceforo, vescovo di Pedena nel VI secolo. Le spoglie del santo furono conservate a Umago fino al 1379, quando vennero rubate dai Genovesi. La sua mano destra fu quindi inviata alla cattedrale di Pedena.